# 列氏溫標
列氏溫標，代表符號為為°Ré、°R或°R，由法國科學家列奥米尔於1731年提出。水的冰點被定為列氏0度，而沸點則為列氏80度。因此，如欲將列氏溫標表示的溫度轉為攝氏溫標，須把列氏乘上1.25（即°C=1.25×°R）。如換成熱力學溫標，則使用 K=1.25×°R+273.15。
列氏溫標曾經在歐洲特別是法國以及德國相當流行，但隨後均由攝氏溫标所取代。